# Sede titolare di Siunia
Siunia (in latino: Siuniensis) è una sede titolare soppressa della Chiesa cattolica.

## Storia
La Siunia, a cui corrisponde all'incirca l'odierna provincia armena di Syunik, è una regione storica della Grande Armenia, che nell'Ottocento comprendeva gli antichi governatorati russi di Baku e di Elizavetpol'.
Su questo territorio venne eretta all'incirca nel V secolo una diocesi, ben presto divenuta sede metropolitana della Chiesa apostolica armena dipendente dal Catholicos d'Armenia. Nell'XI secolo la provincia ecclesiastica di Siunia arrivò a comprendere dodici diocesi suffraganee e il territorio metropolitano giunse a coprire un vasto territorio con 1.400 villaggi e 28 monasteri. Dal IX secolo sede del metropolita era il monastero di Tatev, situato tra Ouronta e Migri, circa 60 miglia a sud-est del lago Sev. Si conosce una serie abbastanza completa di metropoliti dal V al XIX secolo. La sede fu soppressa dal sinodo della Chiesa armena nel 1837.
A partire dall'Ottocento, la Curia romana ha istituito la sede vescovile titolare Siuniensis, suffraganea dell'arcidiocesi di Sebastea nella provincia romana dell'Armenia Prima. Resta inspiegabile l'istituzione di questa sede titolare, perché Siunia non compare in nessuna Notitia Episcopatuum dell'impero bizantino e non fu mai suffraganea di Sebastea. Probabilmente per questo motivo è stata soppressa nel 1924.

## Cronotassi dei vescovi titolari
- Antoine Etienne Aconcius Kover, C.A.M. † (28 maggio 1804 - 1825 deceduto)
- Plácido Sukias de Somal † (14 marzo 1826 - 1845 deceduto)
- Giorgio Hurmuz, C.A.M. † (14 agosto 1846 - 12 aprile 1876 deceduto)
- Ludovico Piavi, O.F.M. † (14 novembre 1876 - 28 agosto 1889 nominato patriarca di Gerusalemme)
- Thomas Langdon Grace, O.P. † (24 settembre 1889 - 22 febbraio 1897 deceduto)
- Antonio Bonaventura Jeglič † (13 luglio 1897 - 24 marzo 1898 nominato vescovo di Lubiana)
- Francisco Alberti † (3 marzo 1899 - 13 luglio 1921 nominato vescovo di La Plata)
- José María González Valencia † (10 febbraio 1922 - 24 marzo 1924 nominato arcivescovo di Durango)